# Эрмесенда де Кастельбон
Эрмесинда де Кастельбон (Ermessinde de Castelbon, Ermessenda de Castellbò y Caboet) (ок. 1191 — 28 или 29 декабря 1229) — графиня Фуа с 1223 (по правам мужа), виконтесса Кастельбона с 1226, баронесса Кабоэт и сеньора Андорры с 1201/3.
Родилась между 1190 и 1192 годами. Старшая дочь виконта Арно (Арналя) де Кастильбона и Арнальды, баронессы Кабоета и Сан-Хуана, сеньоры Агилара и вигьё Андорры (Арнальда была внучкой Миро Гитара де Кабоэта (Miro Guitard de Caboet), который в 1140-е годы получил Андорру в лен от епископа Урхельского).
В юном возрасте унаследовала владения матери, которая умерла между 11 июня 1201 и 7 сентября 1203 года.
В 1203 году (брачный контракт от 10 января) отец выдал её замуж за Роже Бернара — сына Раймона Роже, графа де Фуа. К тому времени жених и невеста были ещё детьми.
В 1223 году Роже Бернар унаследовал графство Фуа, а Эрмесинда в 1226 году — виконтство Кастельбон.
Её завещание датировано 28 декабря 1229 года и было составлено на смертном одре. У них с Роже Бернаром II де Фуа родилось двое детей:
- Роже IV (ум. 24 февраля 1265), граф де Фуа, виконт де Кастельбон и де Сердань с 1241
- Эсклармонда; муж: с 17 февраля 1231 года Рамон Фолк IX, виконт де Кардона.

По мнению историков, именно женитьба Роже Бернара II де Фуа на Эрмесинде де Кастельбон имела своим следствием возвышение рода де Фуа в XIV веке.